# 坂田池

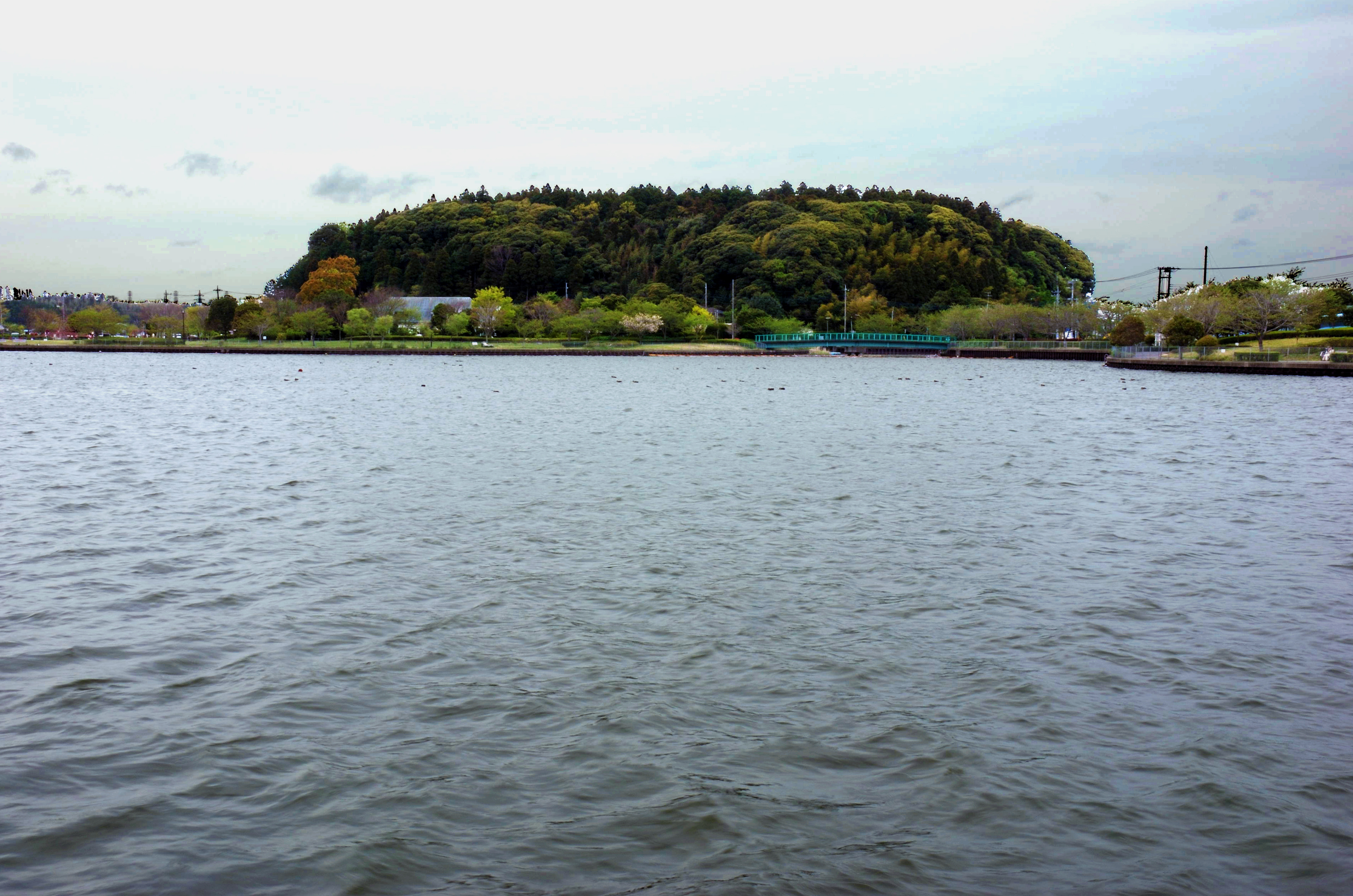
坂田池と坂田城

坂田池（さかたのいけ）は、千葉県山武郡横芝光町坂田にある池。現在は房総導水路の「坂田調整池」として利用されている。また公園として親しまれている。

## 地理
坂田池は縄文時代後期に砂州が延び海岸線が後退した頃、栗山川から流出する水が北東の海流に押され出口を失い河口の南西に作られたラグーンであったと推定されているが、栗山川水系の河川は丸木舟が多数発見されていることでも知られており、坂田池でも何艘か出土している。
北西の横芝光町姥山や中台には、縄文晩期の標式遺跡である山武姥山貝塚などの貝塚があり、表情豊かな人物埴輪が出土したことで有名な国の史跡・芝山古墳群（殿塚・姫塚）もある。また北側には中世の舌状台地築城のお手本とされる坂田城が隣接している。
なお1883年（明治16年）の大日本帝国参謀本部陸軍部測量局（後の陸地測量部）の迅速測量図「八日市場村」によると当時坂田池は現在の3倍ほどあったが、その後の埋め立てなどによって面積が減少した。更にJR東日本総武本線の南側には、やはり栗山川河口の南西に作られたラグーンであったと推定される、概ね幅1.2km長さ2kmの平行四辺形の形をした鳥喰沼があったが、山武郡東部連合耕地整理組合による干拓が1912年（明治45年）に着工され1913年（大正2年）に完了、1920年（大正9年）に耕地整理も完成、現在は農地などになっている。

## 利用
現在の坂田調整池は、利根川から取水し栗山川を経て横芝揚水機場でポンプアップした水の一部を一時的に貯え、調整しながら下流導水路へ送水するための施設として利用されており、下流導水路には東金ダムや長柄ダム等バッファとなるダムが設けられている。

## 周辺
坂田池を含めた総面積約21ヘクタールがふれあい坂田池公園として整備されており、園内には4万本を越えるサクラやツツジ、ハナミズキなどの樹木が植えられ、野鳥も訪れ気軽にスポーツなどが楽しめる施設となっている。
- 花見の広場

ソメイヨシノ、シダレザクラ、ハナミズキなど様々な樹木が植えられている。
- 運動広場/子供の広場

約16,000m2の芝生の広場で軽スポーツなど多目的に利用可。
- 湿性植物園

かつては坂田池や栗山川周辺には豊かな水辺と湿地が広がり、現在も全国的に絶滅が危惧される植物も生息しており、湿性植物園はこのような特色ある植物を集めて育て誇るべき郷土の財産として将来に伝えることを目標として開園されたもので、さまざまな植物と共に暮らすトンボなどの昆虫類や小型魚介類などの小動物も観察できる。
- スポーツゾーン
  - 野球場

両翼95m、センターまで120m、照明を備えナイトゲームも可能。
  - テニスコート

コート6面、コート表面は透水型砂入り人工芝、照明を備えナイトゲームも可能。
  - ゲートボール場

コート4面、水はけに優れた透水型砂入り人工芝。
  - 陸上競技場（三種公認）

全天候型ウレタン舗装の400mトラック、内側に芝生のインフィールド。